# Neuburxdorf
Neuburxdorf er en bydel i Bad Liebenwerda i den brandenburgske landkreis Elbe-Elster i Tyskland og ligger omkring otte kilometer sydvest for byen.
Krigfangelejren Staglag IV-B lå placeret få kilometer fra Neuburxdorf. Byens jernbanestation blev under krigen benyttet til transport af fangerne til lejren. 
51°28′04″N 13°17′34″Ø / 51.4679°N 13.2929°Ø